# Bora-hansgrohe/Saison 2017
Diese Liste beschreibt die Mannschaft und die Erfolge des Radsportteams Bora-hansgrohe in der Saison 2017.

## Erfolge in der UCI WorldTour
In der Saison 2017 gelangen dem Team nachstehende Erfolge in der UCI WorldTour.
| Datum        | Rennen                          | Fahrer            |
| ------------ | ------------------------------- | ----------------- |
| 7. März      | 3. Etappe Paris-Nizza           | Sam Bennett       |
| 10. März     | 3. Etappe Tirreno-Adriatico     | Peter Sagan       |
| 12. März     | 5. Etappe Tirreno-Adriatico     | Peter Sagan       |
| 5. Mai       | 1. Etappe Giro d’Italia         | Lukas Pöstlberger |
| 15. Mai      | 2. Etappe Kalifornien-Rundfahrt | Rafał Majka       |
| 16. Mai      | 3. Etappe Kalifornien-Rundfahrt | Peter Sagan       |
| 14. Juni     | 5. Etappe Tour de Suisse        | Peter Sagan       |
| 17. Juni     | 8. Etappe Tour de Suisse        | Peter Sagan       |
| 3. Juli      | 3. Etappe Tour de France        | Peter Sagan       |
| 22. Juli     | 20. Etappe Tour de France (EZF) | Maciej Bodnar     |
| 29. Juli     | 1. Etappe Polen-Rundfahrt       | Peter Sagan       |
| 7. August    | 1. Etappe BinckBank Tour        | Peter Sagan       |
| 9. August    | 3. Etappe BinckBank Tour        | Peter Sagan       |
| 2. September | 14. Etappe Vuelta a España      | Rafał Majka       |
| 8. September | Grand Prix Cycliste de Québec   | Peter Sagan       |
| 10. Oktober  | 1. Etappe Türkei-Rundfahrt      | Sam Bennett       |
| 11. Oktober  | 2. Etappe Türkei-Rundfahrt      | Sam Bennett       |
| 12. Oktober  | 3. Etappe Türkei-Rundfahrt      | Sam Bennett       |
| 14. Oktober  | 5. Etappe Türkei-Rundfahrt      | Sam Bennett       |

## Erfolge in der UCI Europe Tour
In der Saison 2017 gelangen dem Team nachstehende Erfolge in der UCI Europe Tour.
| Datum        | Rennen                            | Kat. | Fahrer            |
| ------------ | --------------------------------- | ---- | ----------------- |
| 26. Februar  | Kuurne–Brüssel–Kuurne             | 1.HC | Peter Sagan       |
| 11. Juni     | Rund um Köln                      | 1.1  | Gregor Mühlberger |
| 15. Juni     | 1. Etappe Slowenien-Rundfahrt     | 2.1  | Sam Bennett       |
| 17. Juni     | 3. Etappe Slowenien-Rundfahrt     | 2.1  | Rafal Majka       |
| 18. Juni     | 4. Etappe Slowenien-Rundfahrt     | 2.1  | Sam Bennett       |
| 15.–18. Juni | Gesamtwertung Slowenien-Rundfahrt | 2.1  | Rafal Majka       |
| 11. August   | 2. Etappe Czech Cycling Tour      | 2.1  | Sam Bennett       |
| 13. August   | 4. Etappe Czech Cycling Tour      | 2.1  | Sam Bennett       |
| 3. Oktober   | Sparkassen Münsterland GIRO       | 1.HC | Sam Bennett       |

## Erfolge in den Nationalen Straßen-Radsportmeisterschaften
In den Rennen der Nationalen Straßen-Radsportmeisterschaften 2017 konnte das Team nachstehende Titel erringen.
| Datum    | Rennen                                        | Sieger              |
| -------- | --------------------------------------------- | ------------------- |
| 21. Juni | Lettische Meisterschaft – Einzelzeitfahren    | Aleksejs Saramotins |
| 23. Juni | Tschechische Meisterschaft – Einzelzeitfahren | Jan Bárta           |
| 25. Juni | Österreichische Meisterschaft – Straßenrennen | Gregor Mühlberger   |
| 25. Juni | Slowakische Meisterschaft – Straßenrennen     | Juraj Sagan         |
| 25. Juni | Deutsche Meisterschaft – Straßenrennen        | Marcus Burghardt    |

## Zugänge – Abgänge 2017
| Zugänge             | Team 2016         | Abgänge          | Team 2017              |
| ------------------- | ----------------- | ---------------- | ---------------------- |
| Pascal Ackermann    | rad-net Rose Team | Phil Bauhaus     | Team Sunweb            |
| Erik Baška          | Tinkoff           | Bartosz Huzarski | Karriereende           |
| Maciej Bodnar       | Tinkoff           | Scott Thwaites   | Team Dimension Data    |
| Marcus Burghardt    | BMC Racing Team   | Zakkari Dempster | Israel Cycling Academy |
| Michal Kolář        | Tinkoff           | Ralf Matzka      | unbekannt              |
| Leopold König       | Team Sky          | Dominik Nerz     | Karriereende           |
| Rafał Majka         | Tinkoff           | Paul Voß         | Karriereende           |
| Jay McCarthy        | Tinkoff           |                  |                        |
| Matteo Pelucchi     | IAM Cycling       |                  |                        |
| Paweł Poljański     | Tinkoff           |                  |                        |
| Juraj Sagan         | Tinkoff           |                  |                        |
| Peter Sagan         | Tinkoff           |                  |                        |
| Aleksejs Saramotins | IAM Cycling       |                  |                        |

## Mannschaft
| Teamkader 2017                                             | Teamkader 2017     | Teamkader 2017 | Teamkader 2017                             |
| Name                                                       | Geburtsdatum       | Land           | Vorheriges Team                            |
| ---------------------------------------------------------- | ------------------ | -------------- | ------------------------------------------ |
| Pascal Ackermann                                           | 17. Januar 1994    | Deutschland    | Rad-net Rose (2016)                        |
| Shane Archbold                                             | 2. Februar 1989    | Neuseeland     | An Post-ChainReaction (2014)               |
| Jan Bárta                                                  | 7. Dezember 1984   | Tschechien     | KTM-Junkers (2009)                         |
| Erik Baška                                                 | 12. Januar 1994    | Slowakei       | Tinkoff (2016)                             |
| Cesare Benedetti                                           | 3. August 1987     | Italien        | UC Bergamasca 1902-De Nardi-Colpack (2009) |
| Sam Bennett                                                | 16. Oktober 1990   | Irland         | An Post-ChainReaction (2013)               |
| Maciej Bodnar                                              | 7. März 1985       | Polen          | Tinkoff (2016)                             |
| Emanuel Buchmann                                           | 18. November 1992  | Deutschland    | Rad-net Rose (2014)                        |
| Marcus Burghardt                                           | 30. Juni 1983      | Deutschland    | BMC Racing Team (2016)                     |
| Silvio Herklotz                                            | 6. Mai 1994        | Deutschland    | Stölting (2015)                            |
| Michal Kolář                                               | 21. Dezember 1992  | Slowakei       | Tinkoff (2016)                             |
| Leopold König                                              | 15. November 1987  | Tschechien     | Team Sky (2016)                            |
| Patrick Konrad                                             | 13. Oktober 1991   | Österreich     | Gourmetfein Simplon Wels (2014)            |
| Rafał Majka                                                | 12. September 1989 | Polen          | Tinkoff (2016)                             |
| Jay McCarthy                                               | 8. September 1992  | Australien     | Tinkoff (2016)                             |
| José Mendes                                                | 24. April 1985     | Portugal       | LA Alumínios-Antarte (2012)                |
| Gregor Mühlberger                                          | 4. April 1994      | Österreich     | Felbermayr Simplon Wels (2015)             |
| Matteo Pelucchi                                            | 21. Januar 1989    | Italien        | IAM Cycling (2016)                         |
| Christoph Pfingsten                                        | 20. November 1987  | Deutschland    | De Rijke (2014)                            |
| Paweł Poljański                                            | 6. Mai 1990        | Polen          | Tinkoff (2016)                             |
| Lukas Pöstlberger                                          | 10. Januar 1992    | Österreich     | Tirol Cycling Team (2015)                  |
| Juraj Sagan                                                | 23. Dezember 1988  | Slowakei       | Tinkoff (2016)                             |
| Peter Sagan                                                | 26. Januar 1990    | Slowakei       | Tinkoff (2016)                             |
| Aleksejs Saramotins                                        | 8. April 1982      | Lettland       | IAM Cycling (2016)                         |
| Andreas Schillinger                                        | 13. Juli 1983      | Deutschland    | Nutrixxion Sparkasse (2009)                |
| Michael Schwarzmann                                        | 7. Januar 1991     | Deutschland    |                                            |
| Rüdiger Selig                                              | 19. Februar 1989   | Deutschland    | Katusha (2015)                             |
|                                                            |                    |                |                                            |
| Quellen: ProCyclingStats Cycling Quotient Cycling Archives |                    |                |                                            |